# Dysstroma mackieata
Dysstroma mackieata is een vlinder uit de familie van de spanners (Geometridae). De wetenschappelijke naam van de soort is voor het eerst geldig gepubliceerd in 1923 door Cotes & Swinhoe.